# Аркуа-Петрарка
Аркуа́-Петра́рка (итал. и вен. Arquà Petrarca) — коммуна в Италии  с 1844 жителями в провинции Падуя области Венеция, расположенная у подножия Монте-Пикколо и Монте-Вентолоне, на Эуганских холмах. Она входит в Ассоциацию самых красивых деревень Италии.
В коммуне находится Лагетто делла Коста, одно из доисторических свайных поселений вокруг Альп, с 2011 года в списке объектов Всемирного наследия ЮНЕСКО.
Покровителем коммуны почитается Пресвятая Троица, празднование в первое воскресение после Троицына дня.
Место смерти Петрарки, в честь которого поселение получило вторую часть своего названия.